# MacBook Air M4
MacBook Air M4 — ноутбук серии MacBook Air с 13,6- и 15,3-дюймовым экраном, разработанные, созданные и продаваемые компанией Apple Inc. 
Ноутбук был представлен 5 марта 2025 года. Продажи начались 12 марта 2025 года.

## Дизайн
Основной дизайн корпуса ноутбук, как и его предшественник MacBook Air M3 унаследовал у MacBook Air M2.

### Цвета
MacBook Air M4 выпускается в 4 цветах. Новинкой стал цвет Sky Blue.
| Цвет | Английское название | Русское название |
| ---- | ------------------- | ---------------- |
|      | Sky Blue            | Голубое небо     |
|      | Silver              | Серебристый      |
|      | Starlight           | Сияющая звезда   |
|      | Midnight            | Тёмная ночь      |